# Жалаули
Жалаули (на казахски: Жалаулы; на руски: Жалаулы) е засолено езеро в северната част на Казахстан (северозападната част на Павлодарска област), разположено в най-южната част на Западносибирската равнина, на 66 m н.м. Площ 144 km², дължина 21 km, ширина 15 km. Бреговете му са силно разчленени и заблатени. Състои се от две отделни части, съединени с широк проток. По време на пролетното пълноводие (за около един-два месеца) в езерото се влива река Карасу (най-долното течение при пълноводие) на река Шидерти и то се опреснява. През засушливи години почти напълно пресъхва.